# Fastigio

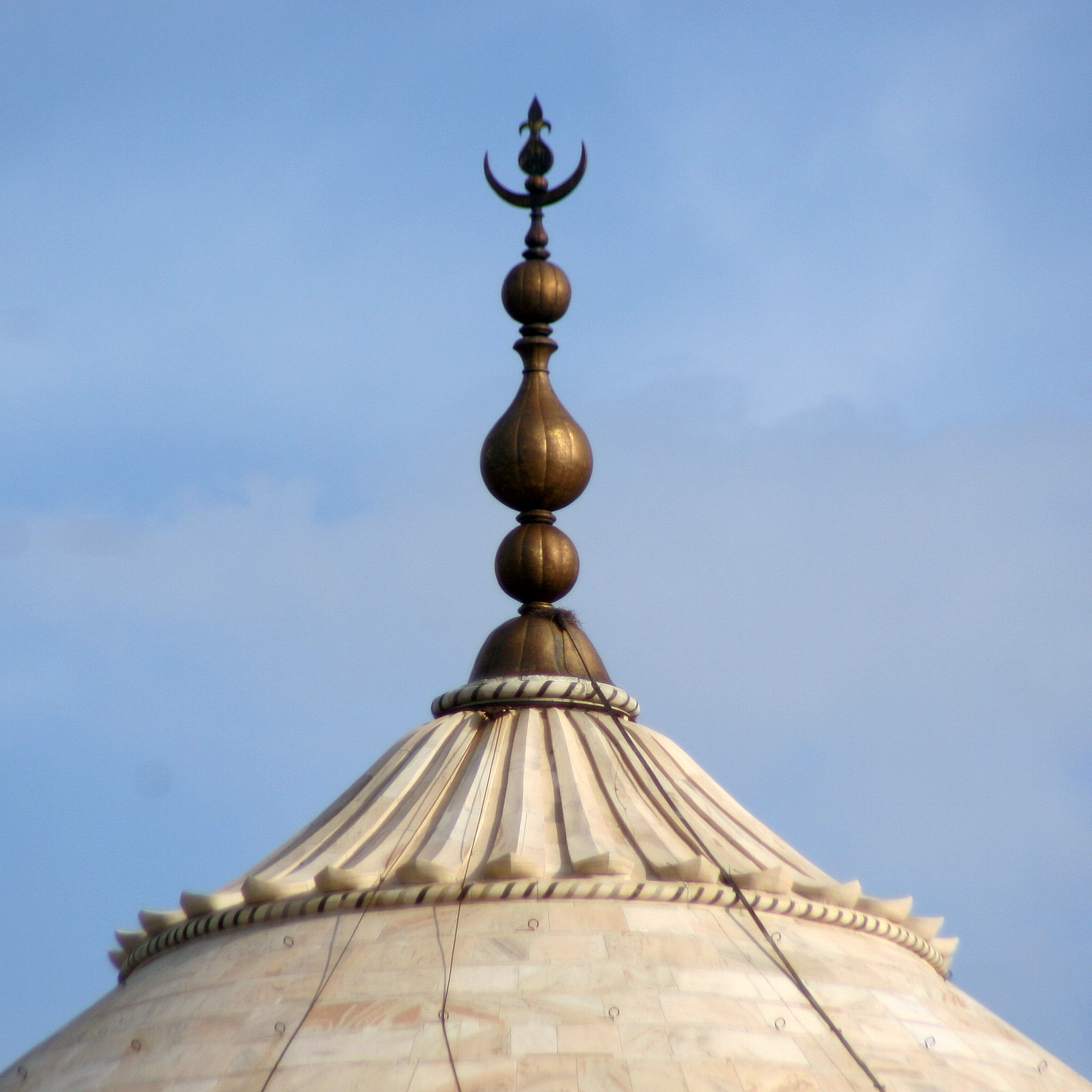
Fastigio del domo del Taj Mahal

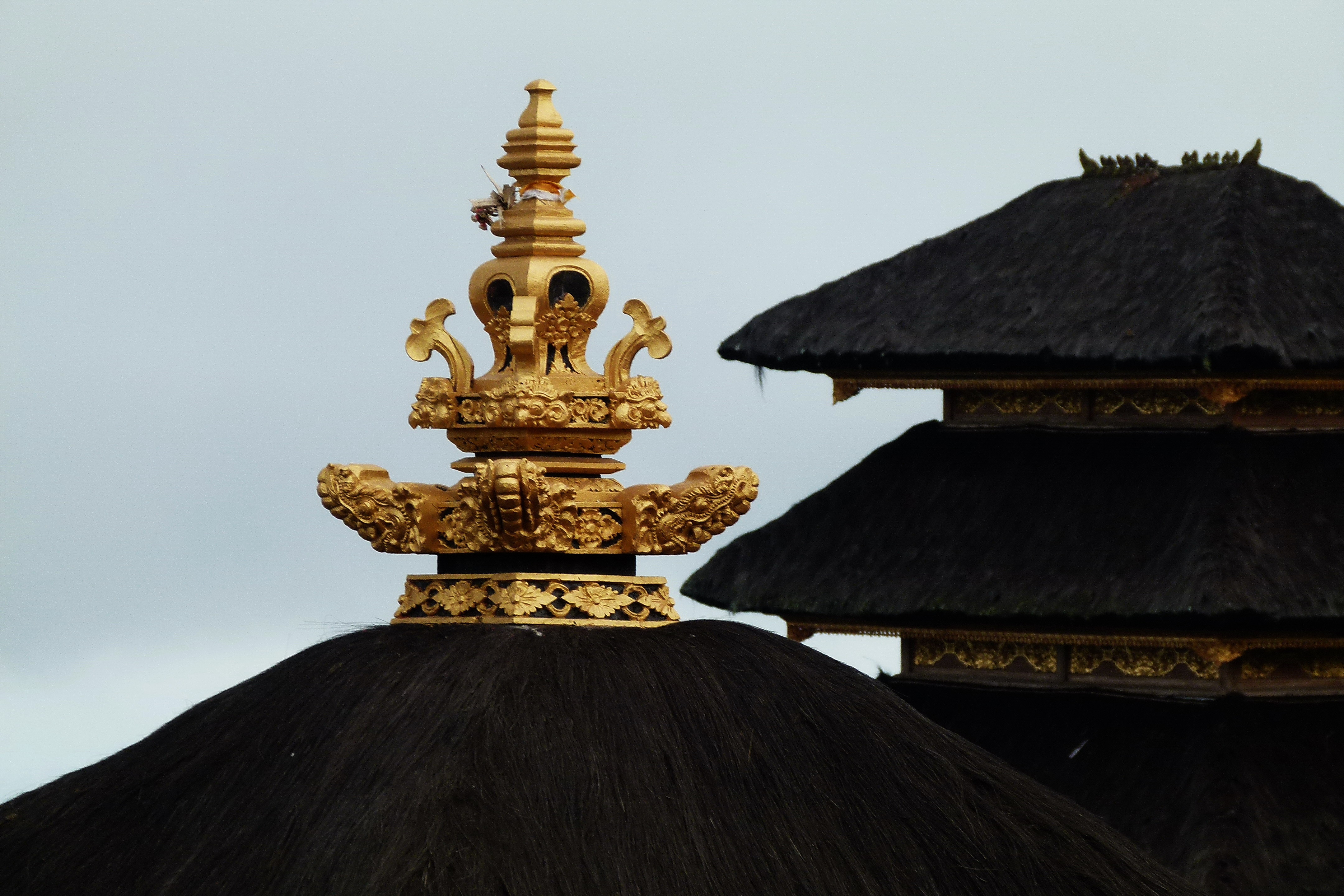
Un kemuncak balinés en la parte superior de un techo de paja de un pabellón del templo balinés.

Un fastigio es un elemento que marca la parte superior o el final de algún objeto, a menudo formado para ser una característica decorativa. En arquitectura es un dispositivo decorativo, típicamente tallado en piedra, empleado para enfatizar el ápice de una cúpula, chapitel, torre, techo o hastial o cualquiera de varios adornos distintivos en la parte superior, final o esquina de un edificio o estructura. Donde hay varios elementos, se los puede llamar pináculos. Los remates más pequeños en materiales como el metal o la madera se utilizan como adorno decorativo en la parte superior o en los extremos de postes o varillas como postes de tienda o barras de cortina o cualquier objeto como un mueble. Estos se ven frecuentemente en la parte superior de los postes o relojes. Los fastigios decorativos también se utilizan comúnmente para sujetar pantallas de lámparas, y como un elemento ornamental en el extremo de las manijas de las cucharas de recuerdo.
Durante las diversas dinastías en China, se usó un fastigio en la parte superior de los sombreros que los funcionarios civiles o militares usaron durante las ceremonias judiciales formales. El remate fue cambiado a una perilla para otro uso diario (incluidas las ceremonias semiformales).